# Mighty Lak' a Rose
Mighty Lak' a Rose es una película dramática muda estadounidense de 1923 producida y dirigida por Edwin Carewe y distribuida por Associated First National, más tarde First National Pictures. Esta película está protagonizada por James Rennie, Anders Randolf y Dorothy Mackaill en su primer papel protagónico.

## Trama
Como se describe en una revista de cine, Jerome Trevor (Hardy), pianista internacional, visita un orfanato y queda profundamente impresionado por el talento de la muchacha ciega Rose Duncan (Mackaill) para tocar el violín. Al enterarse de que tiene un tío en la ciudad de Nueva York, decide hacer arreglos para que ella pueda vivir con su pariente y avanzar en su arte. Pero mientras iba de camino, su tío muere atropellado por un automóvil. Rose en la estación Pensilvania se encuentra con el líder de la pandilla Bull Morgan (Randolf). Para evitar el arresto, Bull se hace pasar por su tío y tiene la intención de abandonarla ese mismo día. Más tarde, algunos gánsteres dirigen a Rose a la sede de Bull. Bull se da cuenta de que la joven ciega podría convertirse en una ayuda útil y se convierte en miembro de la pandilla. Jimmy Harrison (Rennie), miembro de la pandilla, cae bajo la magia de la maravillosa música de Roses y sus maneras amables. Rose no sabe que está asociada con delincuentes y que la utilizan para atraer personas al frente de una casa mientras la pandilla opera en la parte trasera. Finalmente, Jimmy y Bull se pelean por Rose, y ella accidentalmente la golpean en la cabeza y la dejan sin sentido. Mientras está enferma, su súplica a la pandilla tiene tan buenos resultados que incluso Bull cede y todos deciden tomar el camino recto. Sin embargo, después de que un famoso cirujano afirma que la vista de Rose puede recuperarse mediante una operación, la pandilla decide cometer un último robo para obtener el dinero. Como resultado, Jimmy es arrestado y enviado a prisión. Jerome encuentra a Rose y su formación musical está asegurada y su vista recuperada. Sin darse cuenta de su arresto, cree que Jimmy la ha abandonado. Al cabo de dos años, Rose hace un exitoso debut. Jimmy, finalmente liberado, acude con sus antiguos compañeros a la recepción en honor a Rose. Aunque su gratitud hacia Jerome la ha llevado a comprometerse con él, lo rompe en favor del fiel Jimmy.

## Reparto
- James Rennie como Jimmy Harrison
- Sam Hardy como Jerome Trevor
- Anders Randolf como Bull Morgan
- Harry Short como 'Resbaladizo Eddie' Foster
- Dorothy Mackaill como Rose Duncan
- Helene Montrose como Molly Malone 'dura'
- Paul Panzer como Humpty Logan
- Dora Mills Adams como la Sra. Trevor

## Preservación
Mighty Lak' a Rose se considera una película perdida.